# Dapoli Camp
Dapoli Camp è una suddivisione dell'India, classificata come census town, di 10.412 abitanti, situata nel distretto di Ratnagiri, nello stato federato del Maharashtra. In base al numero di abitanti la città rientra nella classe IV (da 10.000 a 19.999 persone).

## Geografia fisica
La città è situata a 17° 46' 0 N e 73° 10' 60 E e ha un'altitudine di 174 m s.l.m..

## Società

### Evoluzione demografica
Al censimento del 2001 la popolazione di Dapoli Camp assommava a 10.412 persone, delle quali 5.346 maschi e 5.066 femmine. I bambini di età inferiore o uguale ai sei anni assommavano a 1.183, dei quali 621 maschi e 562 femmine. Infine, coloro che erano in grado di saper almeno leggere e scrivere erano 8.497, dei quali 4.487 maschi e 4.010 femmine.